# Cynthia Erivo
Cynthia Chinasaokwu Onyedinmanasu Amarachukwu Owezuke Echimino Erivo (Stockwell, 8 de janeiro de 1987), mais conhecida simplesmente como Cynthia Erivo, é uma atriz, cantora e compositora britânica. Filha de pais nigerianos, mas nascida no Reino Unido, Erivo se tornou uma célebre atriz, que já ganhou um prêmio Emmy, um Grammy e um Tony, bem como indicações para três Oscars e quatro Globos de Ouro.
Erivo fez sua estreia como atriz no musical da West End, Les Parapluies de Cherbourg (2011). Em 2015, ela atuou na Broadway no musical A Cor Púrpura, no papel de Celie Johnson. Por sua performance neste musical, ganhou o Tony Awards na categoria de Melhor Atriz Principal em um Musical, além de um Grammy pela trilha sonora e um Emmy, pela apresentação do musical em um programa de televisão, faltando-lhe apenas um Oscar para se tornar EGOT.
Em 2019, recebeu aclamação da crítica especializada por sua performance no filme Harriet, pela qual foi indicada ao Oscar de melhor atriz, ao Globo de Ouro de melhor atriz em filme dramático, ao SAG Awards de melhor atriz principal e ao Critics' Choice Movie Awards de melhor atriz, além de indicações ao Oscar, Globo de Ouro e ao Critics' Choice Movie Awards nas categoria de melhor canção original pela composição da música "Stand Up", presente na trilha sonora do filme, tornando-se a terceira atriz e cantora a ser indicada ao Oscar no mesmo ano em categorias de atuação e canção. As outras duas atrizes que também conquistaram essa façanha foram Mary J. Blige por Mudbound e Lady Gaga por A Star Is Born, em 2018 e 2019, respectivamente. Cynthia foi novamente indicada ao Oscar de melhor atriz em 2025, pelo seu papel de Elphaba em Wicked (2024). 
Em 2020, fez parte do seriado The OutSider, da HBO, interpretando a investigadora independente Holly Gibney. A obra mergulha no universo sedutor e sobrenatural de Stephen King.

## Biografia
Cynthia nasceu em 8 de janeiro de 1987, filha de nigerianos em Stockwell, Londres, Inglaterra. Sua mãe Edith tinha 15 anos quando a Guerra Civil Nigeriana estourou, com Erivo dizendo que "ela não é necessariamente uma refugiada, mas [...] sua casa foi devastada e eles estavam fugindo para encontrar segurança." Ambos os pais de Cynthia chegaram ao Reino Unido com pouco mais de vinte anos e se separaram quando ela era muito jovem. Depois disso, ela e sua irmã mais nova Stephanie foram criadas por sua mãe, uma enfermeira. Elas foram rejeitadas por seu pai quando Erivo tinha 16 anos e ela continua afastada dele. Ela nomeou sua produtora Edith's Daughter como uma homenagem à sua mãe.
Cynthia frequentou a La Retraite Roman Catholic Girls' School, no sul de Londres. Quando criança, ela atuou em O Círculo de Giz Caucasiano, de Bertolt Brecht, e mais tarde apareceu na televisão em Trust Me, I'm a Teenager, uma série do Channel 4. Seu nome de confirmação é Perpétua. Erivo começou a cursar psicologia musical na Universidade do Leste de Londres em 2004; entretanto, passado um ano de curso, ela se candidatou à Royal Academy of Dramatic Art (RADA), transferindo-se após ser admitida. Ela graduou-se bacharela em atuação em 2010, pela RADA.

## Carreira

### Início de carreira e papéis teatrais (2011–2014)
Cynthia apareceu pela primeira vez em papéis em programas de televisão britânicos como Chewing Gum e The Tunnel. Seu primeiro papel no palco foi em Marine Parade de Simon Stephens no Brighton Festival. Seu primeiro papel musical foi em I Was Looking at the Ceiling and Then I Saw the Sky de John Adams e June Jordan no Theatre Royal Stratford East.
Em 2013, ela desempenhou o papel de Celie Harris na produção da Menier Chocolate Factory de The Color Purple, um papel que Whoopi Goldberg havia originado na tela. Cynthia já havia retratado a Irmã Mary Clarence/Deloris Van Cartier em uma turnê pelo Reino Unido do musical Sister Act, que Whoopi havia originado em sua adaptação para o cinema. Ela também participa da trilha sonora do filme de drama musical Beyond the Lights, co-escrevendo e interpretando a música "Fly Before You Fall".
Cynthia originou o papel de Chenice no musical do West End I Can't Sing!,  que estreou no London Palladium em 26 de março de 2014, recebendo críticas mistas. A produção foi encerrada em 10 de maio, apenas seis semanas e três dias após sua noite de estreia oficial. Ela ainda estrelou a estreia europeia de Dessa Rose no Trafalgar Studios de Londres de julho a agosto de 2014, pelo qual foi indicada como Melhor Atriz Principal em um musical no BroadwayWorld UK Awards de 2015.

### 2015-2019: The Color Purple e início de carreira cinematográfica
Cynthia fez sua estreia na Broadway na transferência de 2015 da produção da Menier Chocolate Factory de The Color Purple, reprisando seu papel como Celie Harris ao lado das atrizes americanas Jennifer Hudson como Shug Avery e Danielle Brooks como Sofia. A produção começou a ser apresentada no Bernard B. Jacobs Theatre, em 10 de dezembro de 2015. Entre outros prêmios por sua atuação, Cynthia ganhou o Tony Award de 2016 de Melhor Atriz em Musical.

Cynthia estrelou como Cathy ao lado de Joshua Henry em uma apresentação beneficente de uma noite de The Last Five Years, de Jason Robert Brown, em 12 de setembro de 2016. A renda da apresentação foi para o Brady Center, uma organização nacional de combate à violência armada. Em fevereiro de 2017, no 59º Grammy Awards , Cynthia cantou "God Only Knows" ao lado de John Legend, como uma homenagem aos músicos que morreram no ano anterior.

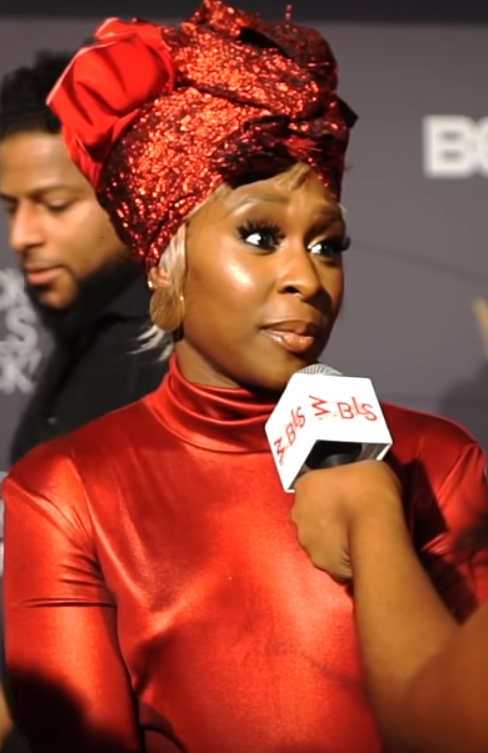
Cynthia durante uma entrevista em 2018.

Em março de 2017, Cynthia e o elenco de The Color Purple foram indicados ao Daytime Emmy Award por sua atuação no The Today Show da NBC em maio de 2016. Em abril de 2017, foi anunciado que ela e o elenco de The Color Purple ao lado do The Today Show ganharam o Daytime Creative Arts Emmy Award na categoria Melhor Performance Musical em um Programa Diurno. Em novembro de 2017, ela apareceu no evento beneficente Night of Too Many Stars, apresentado por Jon Stewart, onde fez um dueto com a colaboradora frequente Jodi DiPiazza do hit de Andra Day "Rise Up", eles foram acompanhados por Questlove e The Roots.
Cynthia fez sua estreia no cinema em 2018 no filme de suspense neo-noir Bad Times at the El Royale. Justin Chang do Los Angeles Times considerou a atuação de Erivo "reveladora no sentido mais gratificante". No mesmo ano, ela também estrelou o filme de suspense de assalto Widows, que marcou o primeiro filme que ela filmou. Em sua crítica do filme para The Atlantic, David Sims destacou o "trabalho incrível" de Erivo ao retratar a transformação dramática de sua personagem. Em 2019, Erivo produziu e estrelou o podcast de suspense de ficção científica com roteiro Carrier, dando voz ao papel principal de Raylene Watts, uma motorista de caminhão de longa distância transportando um trailer com "conteúdos perturbadores e misteriosos".
Cynthia interpretou o papel-título em Harriet , um filme biográfico sobre a abolicionista americana Harriet Tubman. O filme começou a ser produzido em outubro de 2018, concluiu as filmagens em janeiro de 2019 e foi lançado em 1 de novembro de 2019. Sua atuação lhe rendeu uma indicação ao Globo de Ouro de melhor atriz em filme dramático. Ela também recebeu uma segunda indicação de Melhor Canção Original por uma canção que ela co-escreveu e interpretou para o filme intitulada "Stand Up". Em 2020, Erivo recebeu indicações para dois Oscars - um de Melhor Atriz por sua interpretação de Harriet e o outro de Melhor Canção Original por "Stand Up".

### 2020-presente: Expansão na carreira
Em 2020, Cynthia estrelou como a investigadora Holly Gibney na minissérie da HBO The Outsider, uma adaptação para a televisão do romance homônimo de Stephen King. No mesmo ano, ela lançou uma produtora chamada Edith's Daughter e também assinou um contrato com a empresa de mídia MRC para desenvolver projetos de televisão por meio da produtora. Ela apareceu no filme de ficção científica Chaos Walking, baseado no romance de Patrick Ness, The Knife of Never Letting Go, que foi lançado em 5 de março de 2021. Ela interpretou a cantora Aretha Franklin na terceira temporada da série antológica Genius, que estreou em março de 2021. Ela lançou duas canções intituladas "The Good" e "Glowing Up" para promover seu primeiro álbum de estúdio, Ch. 1 Vs. 1, que foi lançado em 7 de setembro de 2021. No mesmo mês, ela se juntou ao júri do 78º Festival Internacional de Cinema de Veneza.
Em julho de 2022, Cynthia se apresentou como parte do BBC Proms, cantando homenagens às mulheres que a inspiraram. Escrevendo no The Times, John Bungey destacou suas performances das canções "The First Time Ever I Saw Your Face" e "Ain't No Way". No mesmo ano, Erivo interpretou a Fada Azul na adaptação cinematográfica live-action da Disney de Pinóquio , dirigida por Robert Zemeckis. Em 2023, ela apareceu em Luther: The Fallen Sun, uma continuação cinematográfica da série de drama policial Luther.
Cynthia interpretou Elphaba em uma adaptação cinematográfica de duas partes do musical Wicked, com a primeira parte sendo lançada em 2024 e a segunda, Wicked: For Good, em 2025. Ela foi indicada ao Oscar de melhor atriz em 2025 por sua performance na primeira parte. Ela está escalada para produzir e estrelar o filme de ficção científica Blink Speed e uma adaptação cinematográfica do podcast Carrier, reprisando o papel de Raylene. Erivo estrelará uma adaptação cinematográfica de Prima Facie.

## Vida pessoal
Erivo é católica romana. Ela se identifica como queer e bissexual. Em 2024, Cynthia foi nomeada vice-presidente de sua alma mater, a Royal Academy of Dramatic Art.

## Filmografia

### Cinema
| Ano  | Título                     | Personagem       | Notas            |
| ---- | -------------------------- | ---------------- | ---------------- |
| 2018 | Widows                     | Belle            |                  |
| 2018 | Bad Times at the El Royale | Darlene Sweet    |                  |
| 2019 | Harriet                    | Harriet Tubman   |                  |
| 2021 | Chaos Walking              | Hildy            |                  |
| 2021 | Needle in a Timestack      | Janine Mikkelsen |                  |
| 2022 | Pinóquio                   | Fada Azul        |                  |
| 2023 | Drift                      | Jacqueline       | Também Produtora |
| 2023 | Luther: The Fallen Sun     | Odette Raine     |                  |
| 2024 | Wicked                     | Elphaba Thropp   |                  |
| 2025 | Wicked: For Good           | Elphaba Thropp   |                  |

### Televisão
| Ano       | Título                                           | Papel                               | Notas                                                  |
| --------- | ------------------------------------------------ | ----------------------------------- | ------------------------------------------------------ |
| 2015      | Chewing Gum                                      | Magdalene                           | Episódio: "Tolled Road"                                |
| 2016      | Mr Selfridge                                     | Alberta Hunter                      | 2 episódios                                            |
| 2016      | The Tunnel                                       | Mel                                 | Episódio #2.3                                          |
| 2017–2019 | Broad City                                       | Lisa                                | 2 episódios                                            |
| 2018      | The Boss Baby: Back in Business                  | Turtleneck Superstar CEO Baby (voz) | Episode: "As the Diaper Changes"                       |
| 2019      | Anthem: Homunculus                               | Joan                                | 3 episódios                                            |
| 2019      | Sunny Day                                        | Dr. Vanessa (voz)                   | 1 episódio                                             |
| 2020      | The Outsider                                     | Holly Gibney                        | Elenco Principal (8 episódios)                         |
| 2020      | James and the Giant Peach with Taika and Friends | Ladybird                            | 1 episódio                                             |
| 2020      | American Idol                                    | Ela Mesma                           | Episódio: "316 (On With the Show: Grand Finale)"       |
| 2021      | Genius                                           | Aretha Franklin                     | Papel Principal (8 episodes)                           |
| 2021      | RuPaul's Drag Race                               | Ela mesma (jurada)                  | Episódio: "Henny, I Shrunk the Drag Queens!"           |
| 2021      | Strictly Come Dancing                            | Ela mesma (jurada convidada)        | 2 episódios                                            |
| 2022      | Fraggle Rock: Back to the Rock                   | The Archivist (voz)                 | Episódio: "The Glow"                                   |
| 2022      | Roar                                             | Ambia                               | Episódio: "The Woman Who Found Bite Marks on Her Skin" |
| 2023      | Star Wars: Visions                               | Kratu (voz)                         | Episódio: "Aau's Song"                                 |
| 2023      | Blue's Clues & You!                              | Jingles (voz)                       | Episódio: "Josh and Blue's Ice Cream Shoppe"           |
| 2023      | Strange Planet                                   | Dreamer (voz)                       | Episódio: "Key Change"                                 |
| 2024      | Moon Girl and Devil Dinosaur                     | Dr. Akonam Ojo (voz)                | Episódio: "Make It, Don't Break It!"                   |

## Discografia

### Álbuns

#### Álbuns de estúdio solo
| Título        | Detalhes                                                                                             | Charts         |
| Título        | Detalhes                                                                                             | US Album Sales |
| ------------- | --- | -------------- |
| Ch. 1 Vs. 1   | - Lançamento: 7 de setembro de 2021 - Label: Verve - Formato: CD, digital download, streaming, vinil | 77             |
| I Forgive You | - Lançamento: 6 de junho de 2025 - Label: Verve - Formato: Digital download, streaming, vinil        | TBA            |

#### Álbuns de estúdio colaborativos
| Título                                                                                | Detalhes                                                                                             |
| ------------------------------------------------------------------------------------- | --- |
| Cynthia Erivo and Oliver Tompsett Sing Scott Alan (with Oliver Tompsett & Scott Alan) | - Lançamento: 9 de outubro de 2015 - Label: Self-released - Fomarto: CD, digital download, streaming |

### Singles

#### Como artista principal
| Título                                                       | Ano  | Charts   | Charts    | Charts  | Charts      | Álbum                                                  |
| Título                                                       | Ano  | CAN Dig. | SWE Heat. | US Dig. | US R&B Dig. | Álbum                                                  |
| ------------------------------------------------------------ | ---- | -------- | --------- | ------- | ----------- | ------------------------------------------------------ |
| "Fly Before You Fall"                                        | 2014 | —        | —         | —       | 21          | Beyond the Lights (Original Motion Picture Soundtrack) |
| "God Only Knows" (com John Legend feat yMusic)               | 2018 | —        | —         | —       | 20          | —                                                      |
| "Stand Up" (de Harriet)                                      | 2019 | 42       | 2         | 31      | —           | Harriet (Original Motion Picture Soundtrack)           |
| "When You Believe" (com Shoshana Bean feat Stephen Schwartz) | 2020 | —        | —         | —       | —           | —                                                      |
| "Chain of Fools" (de Genius: Aretha)                         | 2021 | —        | —         | —       | —           | —                                                      |
| "The Good"                                                   | —    | —        | —         | —       | Ch. 1 Vs. 1 |                                                        |
| "Glowing Up"                                                 | —    | —        | —         | —       | Ch. 1 Vs. 1 |                                                        |
| "Replay"                                                     | 2025 | —        | —         | —       | —           | I Forgive You                                          |
| "Worst of Me"                                                | 2025 | —        | —         | —       | —           | I Forgive You                                          |

#### Como artista convidada
| Canção | Ano  | Álbum |
| --- | ---- | ----- |
| "Won't Let You Down" (Cynikal feat Cynthia Erivo) | 2012 | —     |
| "I Did Something Bad (cover)" (Shoshana Bean feat Cynthia Erivo) | 2018 | —     |
| "Together (Soundtrack from Year in Search)" (Peter CottonTale feat Chance the Rapper, Cynthia Erivo, Chicago Children's Choir, and Matt Jones Re-Collective Orchestra) | 2020 | —     |

### Outras canções
| Canção                                     | Ano  | Outros artistas                             | Álbum                                                           |
| ------------------------------------------ | ---- | ------------------------------------------- | --------------------------------------------------------------- |
| "Suddenly"                                 | 2013 | Anderson & Petty                            | You Are Home: The Songs of Anderson & Petty                     |
| "Fly Before You Fall"                      | 2014 | N/A                                         | Beyond the Lights (Original Motion Picture Soundtrack)          |
| "Bridge Over Troubled Water"               | 2016 | Alison Jiear                                | Inspirational                                                   |
| "Jump"                                     | 2017 | N/A                                         | Step (Music from and Inspired by the Motion Picture)            |
| "When You Wish Upon a Star"                | 2017 | Vera Lynn, Leigh Harline, & Manning Sherwin | Vera Lynn 100                                                   |
| "Alright"                                  | 2018 | Anthony Ramos                               | The Freedom EP                                                  |
| "My Funny Valentine"                       | 2018 | Billy Porter                                | Billy Porter Presents: The Soul of Richard Rodgers              |
| "Nobody"                                   | 2018 | Todrick Hall & Jade Novah                   | Forbidden                                                       |
| "Si Pudiera Leer Tus Sueños"               | 2018 | —                                           | Singing You Home: Children's Songs for Family Reunification     |
| "Hold On I'm Coming"                       | 2018 | —                                           | Bad Times at the El Royale (Original Motion Picture Soundtrack) |
| "This Old Heart of Mine (Is Weak For You)" | 2018 | —                                           | Bad Times at the El Royale (Original Motion Picture Soundtrack) |
| "Angels We Have Heard on High"             | 2019 | Lea Michele                                 | Christmas in the City                                           |
| "Goodbye Song"                             | 2019 | Terence Blanchard                           | Harriet (Original Motion Picture Soundtrack)                    |
| "I Don't Know How to Love Him"             | 2020 | —                                           | She is Risen: Volume One                                        |
| "Winter Song"                              | 2020 | Leslie Odom Jr.                             | The Christmas Album                                             |
| "Inside"                                   | 2021 | Logic                                       | Bobby Tarantino III                                             |

## Prêmios e Indicações
Oscar
| Ano  | Categoria              | Indicação  | Notas    |
| ---- | ---------------------- | ---------- | -------- |
| 2020 | Melhor Atriz           | Harriet    | Indicado |
| 2020 | Melhor Canção Original | "Stand Up" | Indicado |
| 2025 | Melhor Atriz           | Wicked     | Indicado |

Globo de Ouro
| Ano  | Categoria                                   | Indicação      | Notas    |
| ---- | ------------------------------------------- | -------------- | -------- |
| 2020 | Melhor Atriz em Cinema - Drama              | Harriet        | Indicado |
| 2020 | Melhor Canção Original                      | "Stand Up"     | Indicado |
| 2022 | Melhor Atriz em Minissérie ou Telefilme     | Genius: Aretha | Indicado |
| 2025 | Melhor Atriz em Cinema - Comédia ou Musical | Wicked         | Indicado |

SAG Awards
| Ano  | Categoria                               | Indicação      | Notas    |
| ---- | --------------------------------------- | -------------- | -------- |
| 2020 | Melhor Atriz Principal                  | Harriet        | Indicado |
| 2022 | Melhor Atriz em Minissérie ou Telefilme | Genius: Aretha | Indicado |
| 2025 | Melhor Atriz Principal                  | Wicked         | Indicado |
| 2025 | Melhor Elenco em Cinema                 | Wicked         | Indicado |

BAFTA
| Ano  | Categoria                | Indicação | Notas    |
| ---- | ------------------------ | --------- | -------- |
| 2019 | Melhor Atriz em Ascensão | Ela mesma | Indicado |
| 2025 | Melhor Atriz             | Wicked    | Indicado |

Emmy do Primetime
| Ano  | Categoria                               | Indicação      | Notas    |
| ---- | --------------------------------------- | -------------- | -------- |
| 2021 | Melhor Atriz em Minissérie ou Telefilme | Genius: Aretha | Indicado |

Emmy do Daytime
| Ano  | Categoria                                        | Indicação        | Notas  |
| ---- | ------------------------------------------------ | ---------------- | ------ |
| 2017 | Melhor Performance Musical em um Programa Diurno | The Color Purple | Venceu |

Tony Awards
| Ano  | Categoria                            | Indicação        | Notas  |
| ---- | ------------------------------------ | ---------------- | ------ |
| 2016 | Melhor Atriz Principal em um Musical | The Color Purple | Venceu |

Grammy Awards
| Ano  | Categoria                               | Indicação        | Notas    |
| ---- | --------------------------------------- | ---------------- | -------- |
| 2017 | Melhor Álbum de Teatro Musical          | The Color Purple | Venceu   |
| 2020 | Melhor Canção Escrita para Mídia Visual | "Stand Up"       | Indicado |